# 大身岩頭長頜魚
大身岩頭長頜魚，為輻鰭魚綱骨舌魚目象鼻魚科岩頭長頜魚屬的其中一種，分布於非洲剛果河流域，體長可達9.5公分，棲息在底層水域。

## 外部連結
- 大身岩頭長頜魚的圖片 （页面存档备份，存于）